# Consultant l'Oracle (Waterhouse)
Consultant l'Oracle és una pintura a l'oli de l'artista prerafaelita John William Waterhouse, realitzada el 1884.
Els miracles, la màgia i el poder de la profecia són temes recurrents en l'art de Waterhouse. L'autor mostra a un grup de set joves, assegudes en semicercle al voltant d'un santuari il·luminat per un llum, esperen emocionades, mentre la sacerdotessa interpreta les paraules de l'oracle, un cap dissecat que està sobre un pedestal a tocar de la paret, a l'extrem esquerre de l'enquadrament.
L'ambientació és imaginària, però té un gust oriental exòtic, derivat de l'obra d'artistes com JF Lewis (1805-1876), més que d'una experiència personal. L'atmosfera és embriagadora amb encens i els gestos de la sacerdotessa a les dones per romandre en silenci mentre s'esforça per interpretar els enunciats del cap momificat.
Tot i el seu exotisme, la composició és clàssica amb les finestres d'arc, el disseny semi-circular de la planta i l'esglaó de marbre marquen un ritme dins la pintura, lleument trencat per la posició escairada de les catifes estampades i el cos inclinat de la sacerdotessa. Les expressions de les dones mostren inquietud i tensió en l'ambient mentre esperen la interpretació de l'oracle.
Segons Anthony Hobson, "The Illustrated London News" el va descriure en e seu moment com una de les principals obres de l'any". També afirma que la pintura ajuda "a establir Waterhouse com un pintor clàssic" a causa del seu ús de les "estructures clàssiques, geomètrics ... la vertical, l'horitzontal i el cercle".